# Cục Chế biến và Phát triển thị trường Nông sản (Việt Nam)
Cục Chế biến và Phát triển thị trường Nông sản (viết tắt là: Agrotrade Vietnam, đã ngừng hoạt động) là cơ quan trực thuộc Bộ Nông nghiệp và Phát triển nông thôn, thực hiện chức năng tham mưu, giúp Bộ trưởng quản lý nhà nước và tổ chức thực thi pháp luật về phát triển thị trường nông, lâm, thủy sản và muối; điều phối các hoạt động phát triển thị trường; đầu mối quản lý về chế biến, bảo quản nông, lâm, thủy sản và muối thuộc phạm vi quản lý nhà nước của Bộ theo phân cấp, ủy quyền của Bộ trưởng.
Chức năng, nhiệm vụ, quyền hạn, cơ cấu tổ chức của Cục Chế biến và Phát triển thị trường Nông sản được quy định tại Quyết định số 1348/QĐ-BNN-TCCB ngày 11 tháng 4 năm 2017 của Bộ trưởng Bộ Nông nghiệp và Phát triển nông thôn.

## Lịch sử hình thành và phát triển
- Xem chi tiết: Lịch sử hình thành và phát triển Cục Chế biến và Phát triển thị trường Nông sản Lưu trữ ngày 5 tháng 2 năm 2022 tại Wayback Machine

Ngày 1 tháng 11 năm 1995, Cục Chế biến nông lâm sản và ngành nghề nông thôn được thành lập, theo Nghị định số 73-CP của Chính phủ quy định chức năng, nhiệm vụ, quyền hạn và tổ chức bộ máy của Bộ Nông nghiệp và Phát triển nông thôn.
Ngày 4 tháng 9 năm 2003, Cục được đổi tên thành Cục Chế biến nông lâm sản và nghề muối, theo Quyết định số 90/2003/QĐ-BNN của Bộ trưởng Bộ Nông nghiệp và Phát triển nông thôn.
Ngày 3 tháng 1 năm 2008, Cục được đổi tên thành Cục Chế biến, Thương mại nông lâm thủy sản và nghề muối, theo Nghị định số 01/2008/NĐ-CP của Chính phủ.
Ngày 4 tháng 4 năm 2014, Cục được đổi tên thành Cục Chế biến nông lâm thủy sản và nghề muối, theo Quyết định số 667/QĐ-BNN-TCCB của Bộ trưởng Bộ Nông nghiệp và Phát triển nông thôn.
Ngày 17 tháng 2 năm 2017, Cục đổi tên thành Cục Chế biến và Phát triển thị trường Nông sản, theo Nghị định số 15/2017/NĐ-CP của Chính phủ.

## Nhiệm vụ và quyền hạn
Theo Điều 2, Quyết định số 1348/QĐ-BNN-TCCB ngày 11 tháng 4 năm 2017 của Bộ trưởng Bộ Nông nghiệp và Phát triển nông thôn, Cục Chế biến và Phát triển thị trường Nông sản có các nhiệm vụ, quyền hạn trong các lĩnh vực chính:
1. Chế biến, bảo quản nông, lâm, thủy sản và muối (sau đây gọi tắt là nông sản).
2. Phát triển thị trường nông sản trong nước và quốc tế.
3. Xúc tiến thương mại, quảng bá sản phẩm nông sản Việt Nam.
4. Đầu mối tham mưu, tổng hợp về phát triển nông nghiệp hữu cơ thuộc nhiệm vụ quản lý của Bộ.
5. Quản lý tổ chức và hoạt động của Văn phòng điểm hỏi đáp Quốc gia về vệ sinh an toàn thực phẩm và kiểm dịch động thực vật (Văn phòng SPS Việt Nam).
6. Thực hiện nhiệm vụ thành viên Ban liên ngành về hàng rào kỹ thuật trong thương mại (TBT) theo phân công của Bộ trưởng.

## Cơ cấu tổ chức[7]
(Theo Khoản 2, 3, Điều 3 và Điều 4, Quyết định số 1348/QĐ-BNN-TCCB ngày 11 tháng 4 năm 2017 của Bộ trưởng Bộ Nông nghiệp và Phát triển nông thôn)

### Các phòng tham mưu
- Văn phòng Cục
- Phòng Chế biến, bảo quản nông sản
- Phòng Chính sách thương mại, nông sản
- Phòng Thị trường trong nước
- Phòng Phát triển thị trường thủy sản
- Phòng Phát triển thị trường sản phẩm chăn nuôi
- Phòng Phát triển thị trường sản phẩm trồng trọt
- Văn phòng điểm hỏi đáp Quốc gia về vệ sinh an toàn thực phẩm và kiểm dịch động thực vật (Văn phòng SPS Việt Nam)

### Chi cục trực thuộc
- Chi cục Chế biến và Phát triển thị trường Nông sản Thành phố Hồ Chí Minh
- Các Chi cục Chế biến và Phát triển thị trường Nông sản (05 Chi cục) đặt tại các tỉnh, thành phố trực thuộc Trung ương, do Bộ trưởng Bộ Nông nghiệp và Phát triển nông thôn thành lập và quy định chức năng, nhiệm vụ, quyền hạn, cơ cấu tổ chức trên cơ sở đề xuất của Cục trưởng theo từng giai đoạn phát triển Cục.

## Khen thưởng
- Huân chương lao động hạng Ba của Chủ tịch Nước năm 2006.
- Bằng khen của Thủ tướng Chính phủ (năm 1996).
- Bằng khen của Thủ tướng Chính phủ năm 1998.
- Bằng khen của Thủ tướng Chính phủ năm 2021.
- Cờ thi đua của Bộ trưởng Bộ NN& PTNT năm 2015 và năm 2019.
- Nhiều Bằng khen của Bộ trưởng Bộ Nông nghiệp và Phát triển nông thôn, các Bộ, ngành và địa phương.